# Parsons Peak (Kalifornien)
Parsons Peak ist ein Berg im Yosemite National Park, in der Cathedral Range der kalifornischen Sierra Nevada. Der Gipfel liegt auf der Grenze zwischen dem Madera County und dem Tuolumne County. Ein Grat nordwestlich des Gipfels führt zum gemeinsamen Grenzpunkt mit dem  Mariposa County, der gleichzeitig der höchste Punkt dieses Countys ist. Auf Grund der Höhenlage fallen die meisten Niederschläge als Schnee.
Namensgeber ist der langjährige Direktor des Sierra Club Edward Taylor Parsons.